# Ulrich von Frundsberg

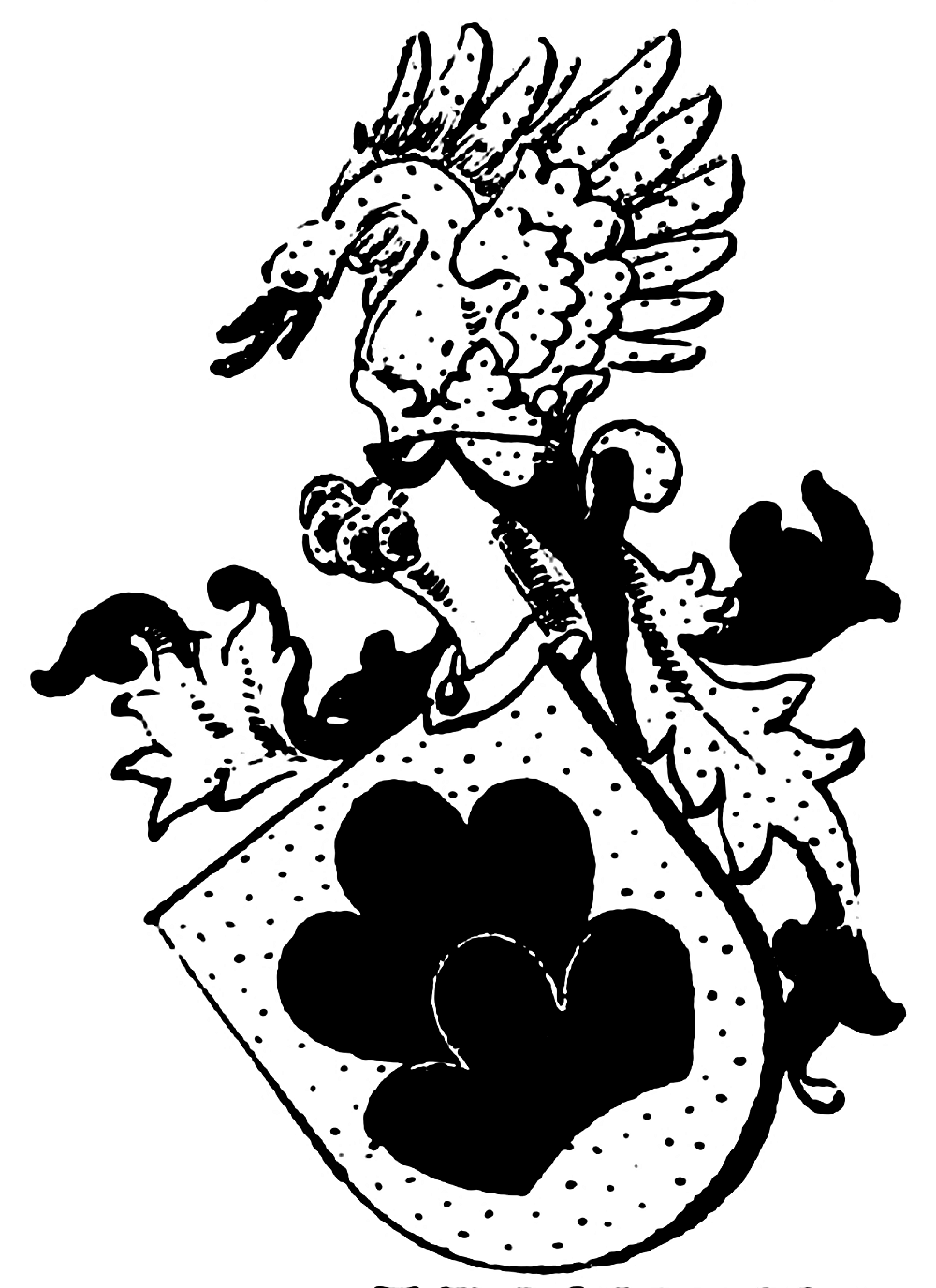
Stemma Frundsberg

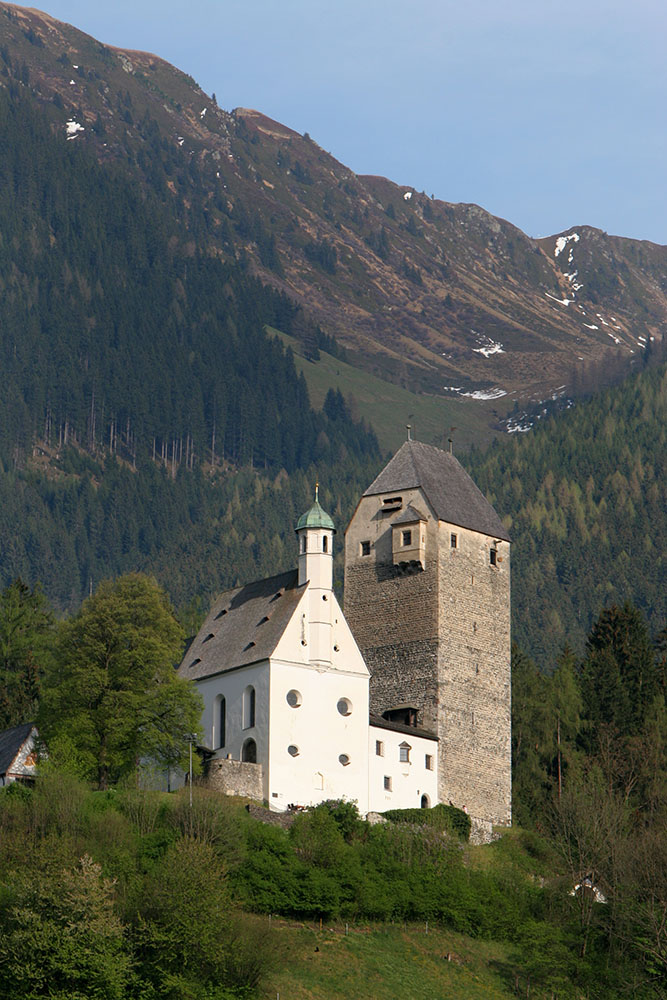
Castello di Frundsberg

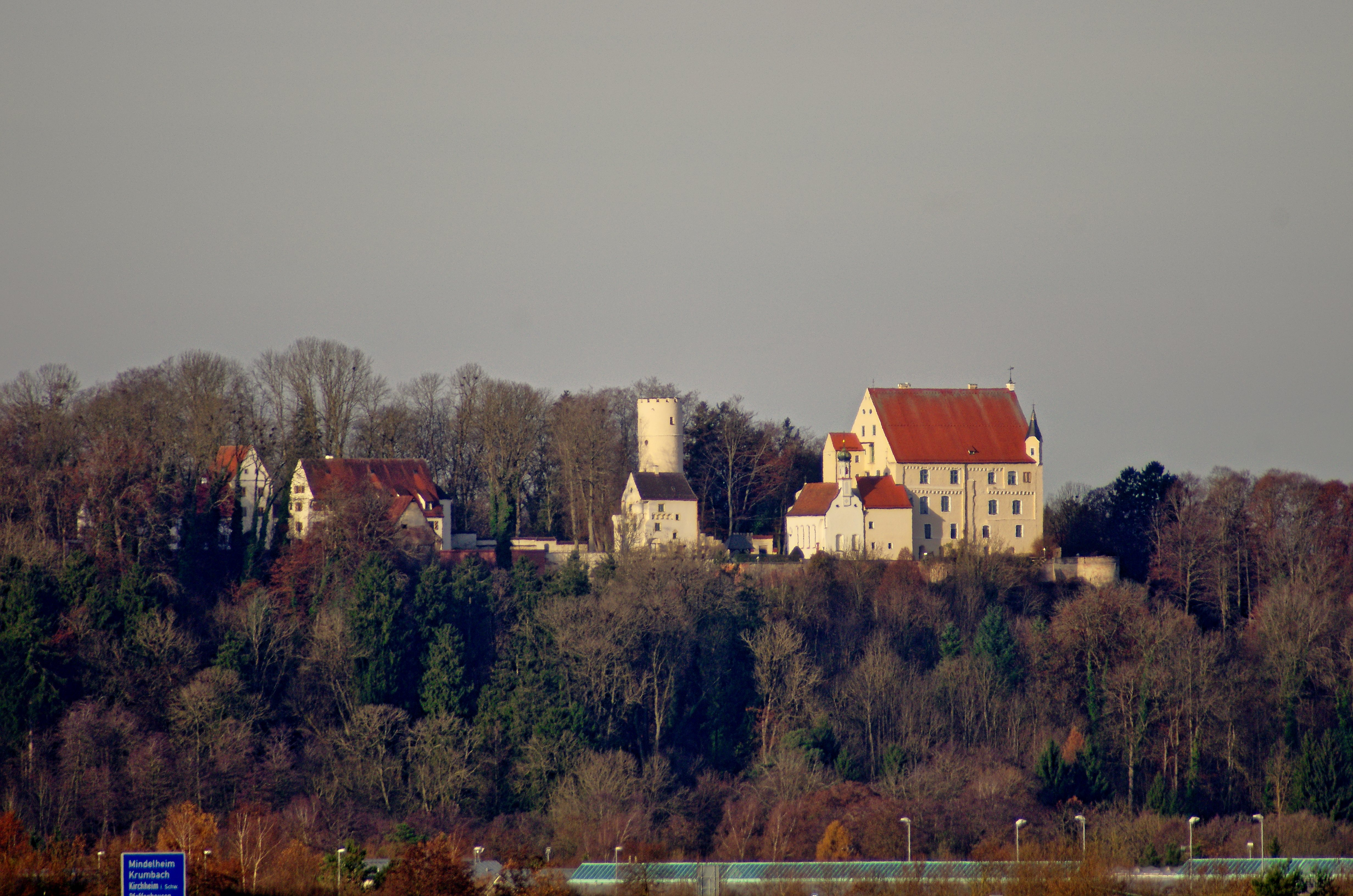
Castello di Mindelburg

Ulrich von Frundsberg (1425 circa – 11 agosto 1501) è stato un militare tedesco e signore di Mindelheim in Svevia.

## Origini
Nacque intorno al 1425. Era il figlio del cavaliere Sigmund von Freundsberg (morto il 13 luglio 1444) e di sua moglie Dorothea von Zeben, figlia di Johann von Zeben (morto nel 1422) e Margaret von Wolkenstein. Era il nipote del cavaliere Ulrich von Freundsberg (m. 1415) e Barbara von Starkenburg (m. 1422/1430), figlia di Sigmund von Starkenberg (m. 1397/1403) e Osana von Ems (m. 1407). Suo padre era fratellastro del conte Ulrich IX von Match († 1480/1481).
Ulrich è un hauptmann dell'Unione Sveva e consigliere del duca tirolese Sigismondo. Nel 1467/1468 vendette la sua proprietà in Tirolo e insieme alla moglie Barbara von Rehberg acquistò il dominio di Mindelheim in Svevia.
Morì l'11 agosto 1501.

## Discendenza
Ulrich von Frundsberg sposò Barbara von Rechberg-Mindelheim († 17 marzo 1506), figlia di Bero I von Rechberg († 1462) e Barbara von Rothenburg († 1462), figlia di Enrico VI von Rothenburg († 1411) e Agnes von Verdenberg- Heiligenberg-Bludenz († 1436). Sua moglie era la nipote di Feith I von Rehberg († 1416) e Irmela von Tech († 1422). Ebbero 13 figli:
- Hans von Frundsberg († 1500), sposato con Helena von Rehberg († morto il 25 giugno 1523)
- Ulrich von Frundsberg († 10 agosto 1493), principe vescovo di Trento (1488 - 1493)
- Thomas von Frundsberg (morto nel 1497), sposato con Ursula von Waldburg (morto nel 1517)
- Caspar von Freundsberg
- Wolfgang von Freundesberg
- Sigmund von Freundberg
- Christoph von Freundberg
- Adam von Freundesberg († 2 gennaio 1518)
- Eva von Freundsberg († 1481), sposata con Degen I Fuchs von Fuchsberg († 1542)
- Barbara von Freundsberg († 1533), sposò Jacob von Bodmann († 4 dicembre 1510)
- Magdalena von Frundsberg († 1533), sposata con Chironimus von Rosenberg († f. 1505)
- Agnes von Freundsberg († 1510), sposata con Albrecht von Wildenstein (* 1482; † 6 febbraio 1532)
- Georg von Frundsberg (* 24 settembre 1473, Palazzo Mindelheim; † 20 agosto 1528, Palazzo Mindelheim), capo dei Lanzichenecchi, sposò nel 1500 Catherine von Schroffenstein († 24 febbraio 1518). In seconde nozze l'11 settembre 1519 con Anna von Lodron  († 12 novembre 1556).